# Jorge Leitão Ramos
Jorge Henrique Leitão Ramos (Odivelas, 1952) é um crítico português e historiador de cinema. 

## Biografia
Licenciado em Engenharia Electrotécnica pelo Instituto Superior Técnico em 1975, Jorge Leitão Ramos é professor na Escola Secundária Marquês de Pombal, em Lisboa. 
Iniciou a sua actividade profissional como crítico de cinema em 1975, no semanário Expresso, tendo-a exercido, com continuidade, na imprensa (Jornal Novo – 1975/1976; Diário de Lisboa – 1976/1988), para além de colaborações na RTP e RDP.
Em 1980 estende o seu campo de análise à crítica de televisão (Expresso – 1980/1983, 1987/1989; Se7e – 1983/1986; TSF – 1993).
Presentemente — e desde 1988 — é colaborador permanente, na área da crítica de cinema, do Expresso. 
Especialista em cinema português, tem feito comunicações a colóquios e congressos e publicado em Portugal e no estrangeiro.
Com o apoio da Sociedade Portuguesa de Autores, criou online a plataforma MEMORIALE Cinema Português, com o objectivo de reunir num só sitio toda a informação sobre a produção cinematográfica portuguesa. 

## Obras publicadas em livro
Entre as suas obras encontram-se: 
- Dicionário de Cinema Português: 1962-1988, Lisboa, Editorial Caminho, 1989, ISBN 9789722104463
- O último imperador, Lisboa, Secretaria de Estado da Reforma Educativa, 1993 [7]
- Dicionário de Cinema Português: 1989-2003, Lisboa, Editorial Caminho, 2006, ISBN 9789722117630
- Dicionário do Cinema Português: 1895-1961, Lisboa, Editorial Caminho, 2012, ISBN 978-972-212-602-1 [8][9]
- Sergei Eisenstein, Lisboa, Livros Horizonte, ISBN 9789722405119
- José Fonseca e Costa: um africano sedutor, Lisboa, Guerra & Paz Editores, 2016, ISBN 978-989-702-223-4
- Fernando Lopes: um rapaz de Lisboa, Lisboa, Imprensa Nacional-Casa da Moeda e Sociedade Portuguesa de Autores, 2012, ISBN 978-972-27-2076-2